# کسر مولی

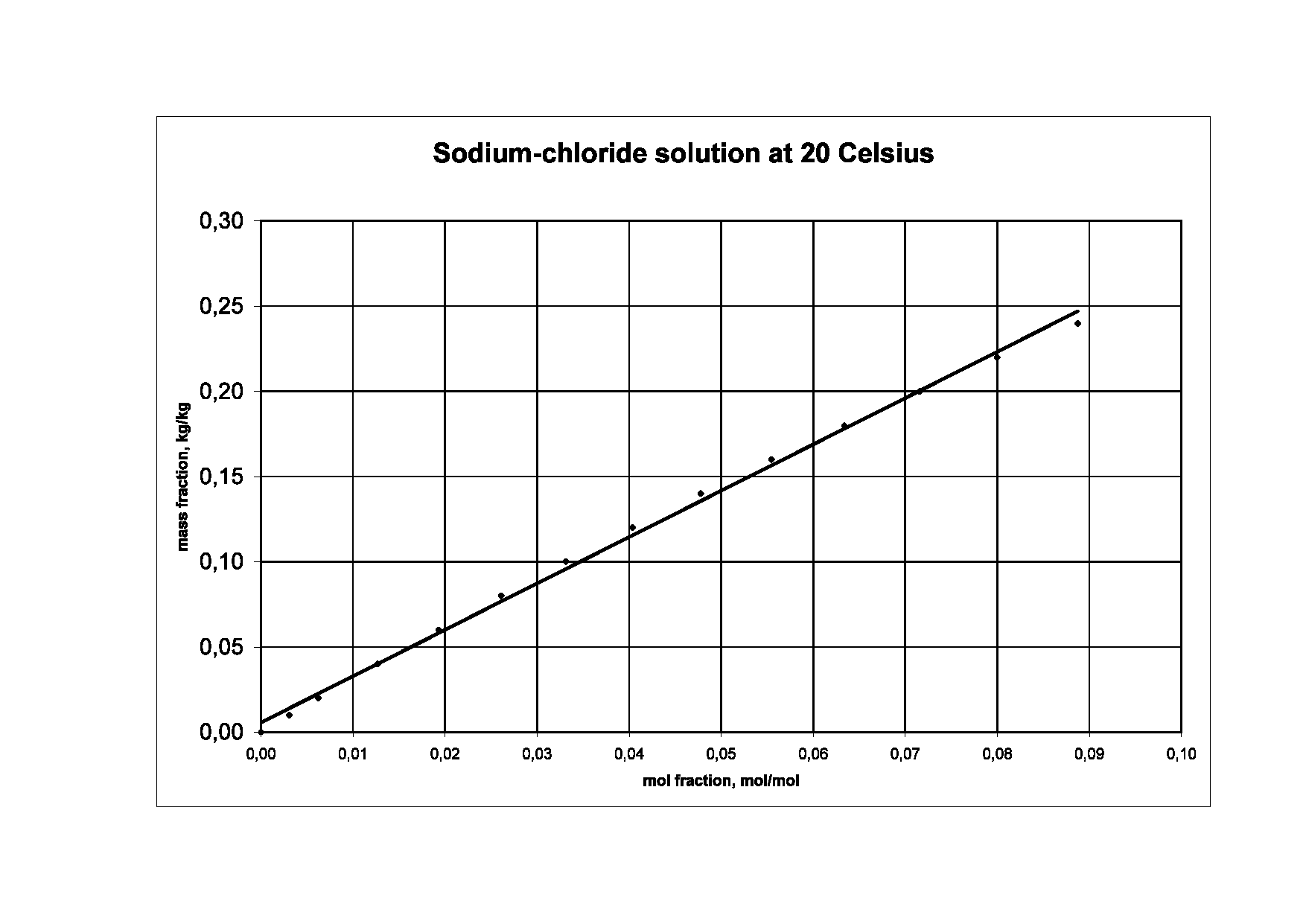
چگالی سدیم کلراید که از کسر مولی تبعیت می‌کند.

کسر مولی(به انگلیسی: Mole fraction) در علم شیمی و برای توصیف محلول‌ها و مخلوط‌ها به کار می‌رود و بیان گر تعداد مول یک ماده مشخص تقسیم بر مجموع مول‌های مخلوط یا محلول می‌باشد.

## رابطه
{\displaystyle x_{i}={\frac {n_{i}}{n_{tot}}}}
در این رابطه {\displaystyle n_{i}} نشان دهنده تعداد مول جز i و {\displaystyle n_{tot}} نشان دهنده تعداد کل مول‌ها است.
همچنین جمع کل کسر مولی‌ها برای تمام اجزا همواره برابر یک است.
{\displaystyle \sum _{i=1}^{N}n_{i}=n_{tot};\;\sum _{i=1}^{N}x_{i}=1}